# Chatham (Michigan)
Chatham – wieś w USA, w stanie Michigan, w hrabstwie Alger.
Liczba mieszkańców w 2000 r. wynosiła 231, a powierzchnia 6,9 km².